# Muhu (commune)
Muhu, en forme longue la Commune rurale de Muhu (en estonien : Muhu vald) est une commune rurale d'Estonie située dans le comté de Saare.

## Géographie

### Localisation
La commune de Muhu est formée de l'île de Muhu et des îlots environnants de Kesselaid, Viirelaid, Võilaid et de Suurlaid.
La commune de Muhu est située à 153 kilomètres de la capitale estonienne Tallinn.

### Communes limitrophes
| Mer du détroit (Väinameri) | Mer du détroit (Väinameri) | Mer du détroit (Väinameri) |
| Petit détroit (Väike väin) | Muhu                       | Grand détroit (Suur väin)  |
| Petit détroit (Väike väin) | Golfe de Riga              | Golfe de Riga              |

### Relief et géologie
L'île de Muhu est un grand promontoire rocheux. Le sous-sol est principalement composé de dolomie des sédiments de Jaagarahu, la mer de dolomie des sédiments de Jaani étant exposée sur la côte nord. Les laves du sous-sol et les hautes terres atteignent jusqu'à 25 mètres au-dessus du niveau de la mer. La végétation est dominée par des peuplements de lotus, avec des arbustes abondants, en particulier des genévriers, et moins de quenouilles. On trouve également des zones de fens de basse altitude, avec relativement peu de restes d'animaux. La couverture forestière de l'île est d'environ 31%.

### Hydrographie
Dans la partie nord de Muhu se trouvent le Seanina (pointe nord de l'île) et le Tammiski nukk (pointe nord-ouest). Entre les deux se trouve la pointe Lepanina. Vers la flèche de Kõinastu, le Võrgusääre Cam fait saillie et se prolonge dans la Kõinastu Lea lorsque le niveau de l'eau est bas. En face de Kesselaid se trouve Püssinina. L'extrémité sud de Muhu se trouve sur la péninsule d'Ahenda, près de Suurlaiu. Les autres baies sont Vanasillanukk, Luutsenukk, Villema nina, Paljaslao nina, Koeranina, Adjanina, Üllissaare nina, Kalama nina.

## Urbanisme

### Typologie
L'urbanisation reste relativement éparse sur l'ile.

### Voies de communication et transports

#### Routes et ponts
Muhu est reliée avec l'île de Saaremaa par une route sur une digue de 3 kilomètres à travers le petit détroit (väike vain). L'île est séparée du continent par le grand détroit (suur väin), large en moyenne de 7 km.
Du fait de sa position sur la route nationale 10 entre Saaremaa (à l'Ouest) et le continent (à l'Est), l'ile reçoit un trafic routier intense.

#### Transports collectifs
La traversée du grand détroit afin de rejoindre la commune s'effectue par traversier plusieurs fois par jour entre le port de Kuivastu et le port de Virtsu. En 2018, plus de 1,7 million de voyageurs et 735 000 véhicules ont traversé le grand détroit.

## Histoire
Même si les Danois y débarquèrent à plusieurs reprises, l'île fut longtemps sous influence allemande, commercialement comme escale de la Hanse, politiquement comme possession de l'Ordre Teutonique (1202-1560) puis du Duché de Magnus (1560-83). Elle passa ensuite sous influence scandinave comme possession danoise (1583-1645) puis suédoise (1645-1721). En 1721 elle devient possession de l'Empire russe, mais reste ethniquement estonienne et religieusement protestante. L'empire allemand l'occupe en octobre 1917 à la suite de la bataille navale de Muhu du 17 octobre 1917, gagnée par la marine allemande. Les troupes du Reich se retirent en novembre 1918 et l'île devient alors un enjeu entre les différentes factions impliquées dans la guerre civile russe, mais en fin de compte, en février 1920, c'est l'Estonie qui parvient à faire reconnaître son indépendance et qui récupère Muhu. Pas pour très longtemps puisqu'entre 1940 et 1941 l'île est occupée par l'URSS, puis par les troupes du Troisième Reich nazi (1941-1944), puis à nouveau par l'URSS jusqu'à la seconde indépendance de l'Estonie en 1991.

## Politique et administration

### Découpage territorial
La commune est divisée en 52 localités. La mairie et le siège de la plupart des institutions communales sont situés dans la localité de Liiva.
| Liste des localités de la commune de Muhu | Liste des localités de la commune de Muhu | Liste des localités de la commune de Muhu | Liste des localités de la commune de Muhu | Liste des localités de la commune de Muhu |
| Code                                      | Nom officiel actuel (Estonien)            | Nom historique (Allemand)                 | Type                                      | Population (2021)                         |
| ----------------------------------------- | ----------------------------------------- | ----------------------------------------- | ----------------------------------------- | ----------------------------------------- |
| 1196                                      | Aljava                                    |                                           | village (küla)                            | 14                                        |
| 1808                                      | Hellamaa                                  |                                           | village (küla)                            | 114                                       |
| 1990                                      | Igaküla                                   |                                           | village (küla)                            | 7                                         |
| 2597                                      | Kallaste                                  |                                           | village (küla)                            | 79                                        |
| 2691                                      | Kantsi                                    |                                           | village (küla)                            | 31                                        |
| 2695                                      | Kapi                                      |                                           | village (küla)                            | 17                                        |
| 2987                                      | Kesse                                     |                                           | village (küla)                            | 9                                         |
| 3260                                      | Koguva                                    |                                           | village (küla)                            | 28                                        |
| 3549                                      | Kuivastu                                  |                                           | village (küla)                            | 50                                        |
| 3983                                      | Külasema                                  |                                           | village (küla)                            | 27                                        |
| 4058                                      | Laheküla                                  |                                           | village (küla)                            | 18                                        |
| 4083                                      | Lalli                                     |                                           | village (küla)                            | 8                                         |
| 4189                                      | Leeskopa                                  |                                           | village (küla)                            | 13                                        |
| 4215                                      | Lehtmetsa                                 |                                           | village (küla)                            | 32                                        |
| 4292                                      | Lepiku                                    |                                           | village (küla)                            | 20                                        |
| 4311                                      | Levalõpme                                 |                                           | village (küla)                            | 25                                        |
| 4353                                      | Liiva (centre)                            |                                           | village (küla)                            | 204                                       |
| 4407                                      | Linnuse                                   |                                           | village (küla)                            | 81                                        |
| 4595                                      | Lõetsa                                    |                                           | village (küla)                            | 60                                        |
| 5120                                      | Mõega                                     |                                           | village (küla)                            | 18                                        |
| 5130                                      | Mõisaküla                                 |                                           | village (küla)                            | 19                                        |
| 5243                                      | Mäla                                      |                                           | village (küla)                            | 42                                        |
| 5370                                      | Nautse                                    |                                           | village (küla)                            | 17                                        |
| 5475                                      | Nurme                                     |                                           | village (küla)                            | 18                                        |
| 5524                                      | Nõmmküla                                  |                                           | village (küla)                            | 72                                        |
| 5639                                      | Oina                                      |                                           | village (küla)                            | 10                                        |
| 5831                                      | Paenase                                   |                                           | village (küla)                            | 34                                        |
| 5931                                      | Pallasmaa                                 |                                           | village (küla)                            | 20                                        |
| 6184                                      | Piiri                                     |                                           | village (küla)                            | 39                                        |
| 6556                                      | Pädaste                                   |                                           | village (küla)                            | 58                                        |
| 6559                                      | Päelda                                    |                                           | village (küla)                            | 16                                        |
| 6598                                      | Pärase                                    |                                           | village (küla)                            | 16                                        |
| 6638                                      | Põitse                                    |                                           | village (küla)                            | 29                                        |
| 6715                                      | Raegma                                    |                                           | village (küla)                            | 3                                         |
| 6817                                      | Rannaküla                                 |                                           | village (küla)                            | 12                                        |
| 6861                                      | Raugi                                     |                                           | village (küla)                            | 11                                        |
| 6888                                      | Rebaski                                   |                                           | village (küla)                            | 3                                         |
| 6965                                      | Ridasi                                    |                                           | village (küla)                            | 32                                        |
| 7006                                      | Rinsi                                     |                                           | village (küla)                            | 22                                        |
| 7093                                      | Rootsivere                                |                                           | village (küla)                            | 34                                        |
| 7223                                      | Rässa                                     |                                           | village (küla)                            | 7                                         |
| 7601                                      | Simisti                                   |                                           | village (küla)                            | 45                                        |
| 7724                                      | Soonda                                    |                                           | village (küla)                            | 24                                        |
| 7847                                      | Suuremõisa                                |                                           | village (küla)                            | 45                                        |
| 8136                                      | Tamse                                     |                                           | village (küla)                            | 19                                        |
| 8418                                      | Tupenurme                                 |                                           | village (küla)                            | 20                                        |
| 8440                                      | Tusti                                     |                                           | village (küla)                            | 4                                         |
| 8851                                      | Vahtraste                                 |                                           | village (küla)                            | 16                                        |
| 9027                                      | Vanamõisa                                 |                                           | village (küla)                            | 23                                        |
| 9285                                      | Viira                                     |                                           | village (küla)                            | 47                                        |
| 9531                                      | Võiküla                                   |                                           | village (küla)                            | 10                                        |
| 9554                                      | Võlla                                     |                                           | village (küla)                            | 24                                        |
| Population totale (2021)                  | Population totale (2021)                  | Population totale (2021)                  | Population totale (2021)                  | 1646                                      |

#### Circonscription électorale
En période d'élection, Muhu fait partie de la circonscription éléctorale 5 (valimisringkond nr 5) incluant les Comtés historiques de Saaremaa, de Lääne et de Hiiumaa. N'importe quel électeur de la commune de Muhu peut voter dans tous les bureaux de vote pendant leurs heures d'ouverture. L'électeur n'est plus lié à son bureau de vote spécifique, car une liste électorale utilisée est électronique, permettant également le vote en ligne.

### Conseil municipal
Comme toutes les communes d'Estonie, Muhu dispose de son propre conseil municipal (vallavolikogu). Les conseillers sont élus par les habitants selon le principe de la représentation proportionnelle. Les élections municipales ont lieu tous les quatre ans lors du troisième dimanche d'octobre. La compétence exclusive du conseil comprend, entre autres, l'adoption et la modification du plan d'urbanisme, de la stratégie budgétaire de la commune, la mise en place de taxes locales, l'attribution de subventions ou encore la souscription de prêts.
Le nombre de membres du conseil municipal est déterminé par la composition du conseil précédent. Néanmoins, la population municipale étant de moins de 2000 habitants, la loi estonienne mentionne que le conseil doit compter au moins 7 membres. Le conseil municipal actuel de Muhu en compte 15. L'organisation du travail du conseil est définie par la loi Estonienne sur l'organisation des collectivités locales et les statuts propres de la commune de Muhu.
À la suite des élections municipales de 2021, le Parti Isamaa est majoritaire. Depuis 2021, la répartition politique des conseillers municipaux est la suivante:

### Maire et éxecutif local
Le gouvernement de la commune (vallavalitsus) est dirigé par le maire, élu par le conseil municipal parmi ses membres.
Les autres membres du gouvernement municipal sont les directeurs des services (osakonna juhataja). Leur nomination par le maire doit être approuvée par le conseil municipal.
| Nom            | Rôle                                 | Portefeuille  |
| -------------- | ------------------------------------ | ------------- |
| Raido Liitmäe  | Maire (vallavanem)                   |               |
| Kalev Kütt     | Membre du gouvernement local (liige) |               |
| Pille Tamm     | Membre du gouvernement local (liige) | urbanisme     |
| Annika Auväärt | Membre du gouvernement local (liige) | Développement |

## Équipements et services publics

### Petite enfance, prévention et protection de l'enfance
La commune dispose d'un jardin d'enfants (Muhu Lasteaed) dans la localité de Liiva.

### Enseignement
La commune de Muhu dispose d'une école

### Santé
La prévention relève entre autres de la commune de Muhu.

## Population et société

### Démographie

#### Évolution démographique
| 2016  | 2017  | 2018  | 2019  | 2020  |
| ----- | ----- | ----- | ----- | ----- |
| 1 802 | 1 823 | 1 885 | 1 876 | 1 879 |

| 2021  | 2022  | - | - | - |
| ----- | ----- | - | - | - |
| 1 919 | 1 646 | - | - | - |

## Patrimoine

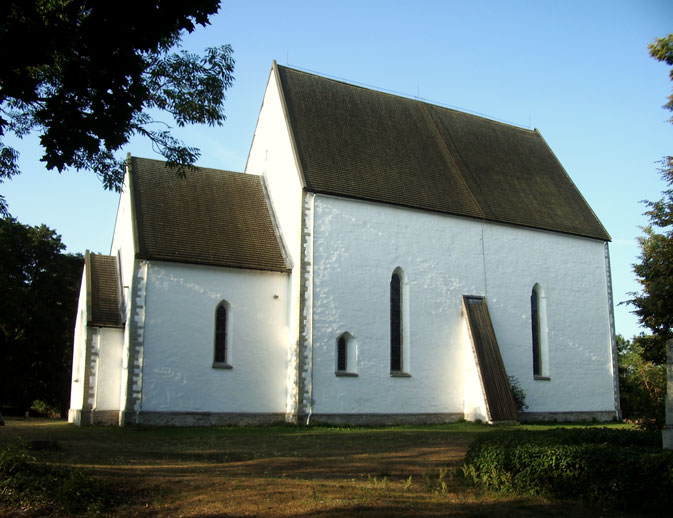
Église Sainte-Catherine
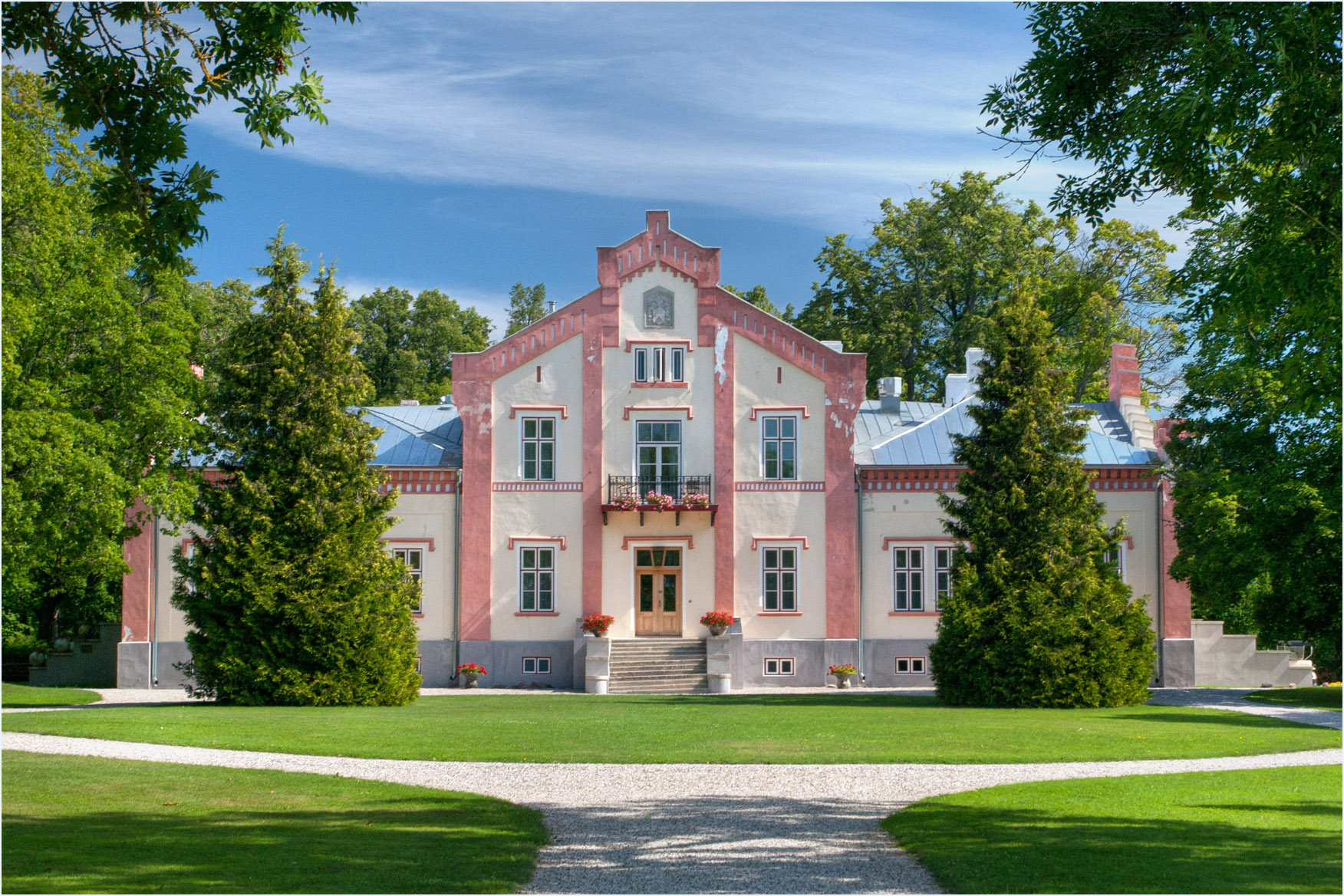
Manoir de Pädaste
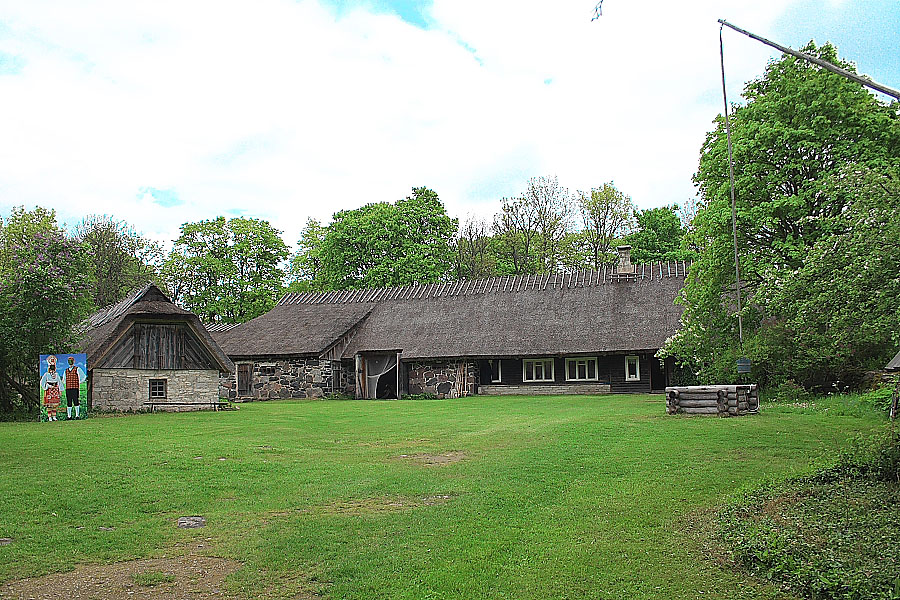
Musée de Muhu
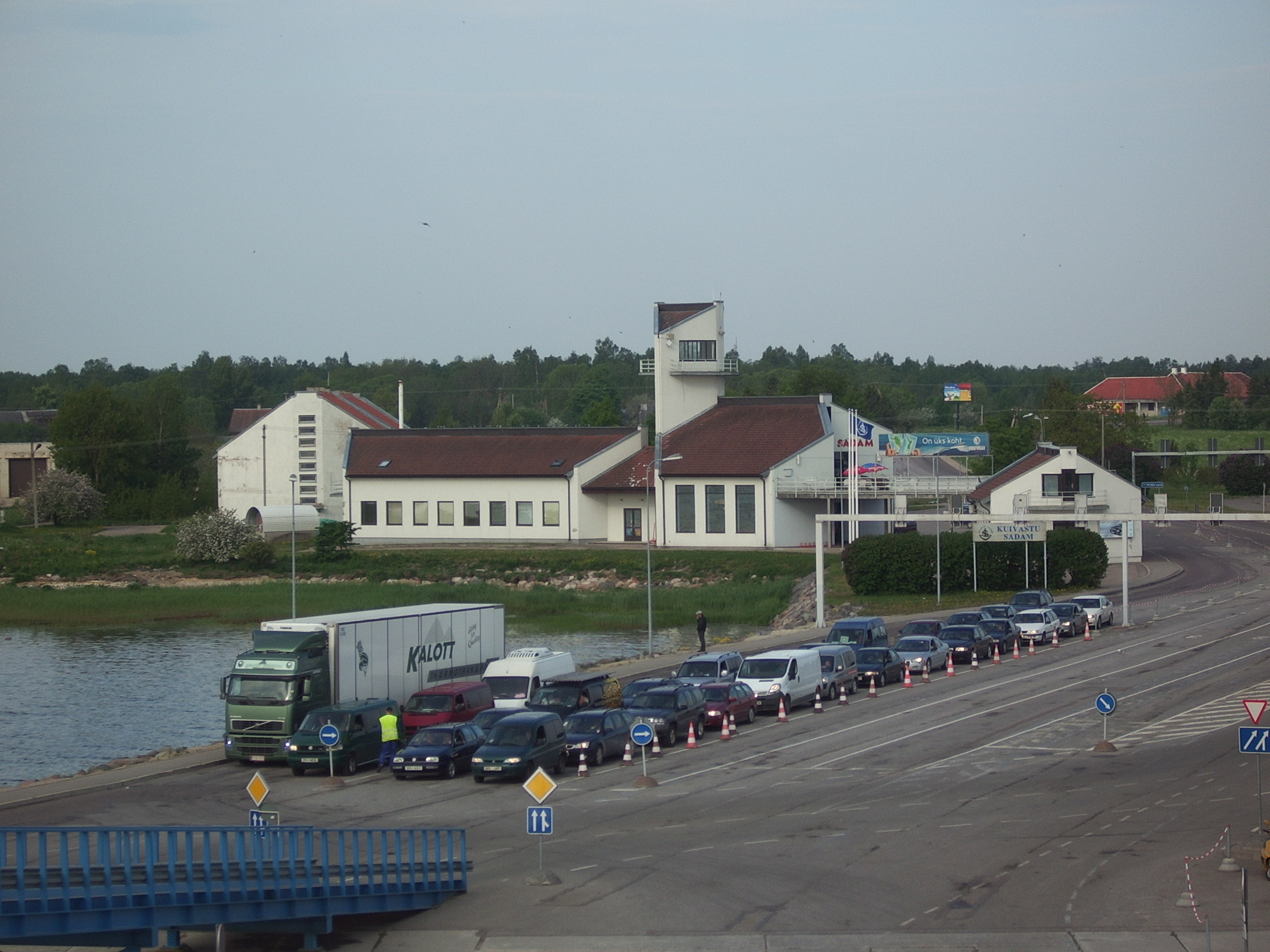
Port de Kuivastu
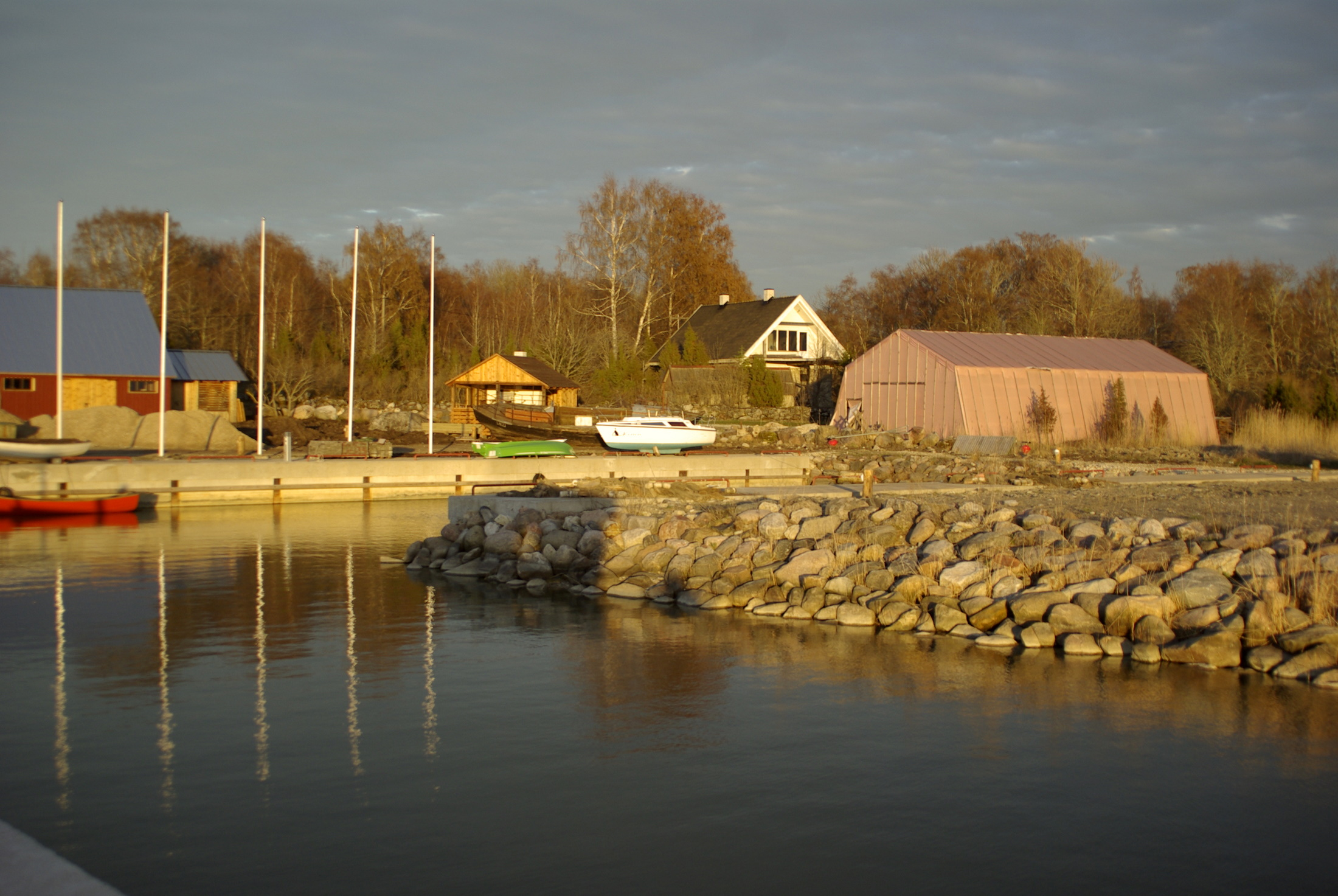
Port de Koguva
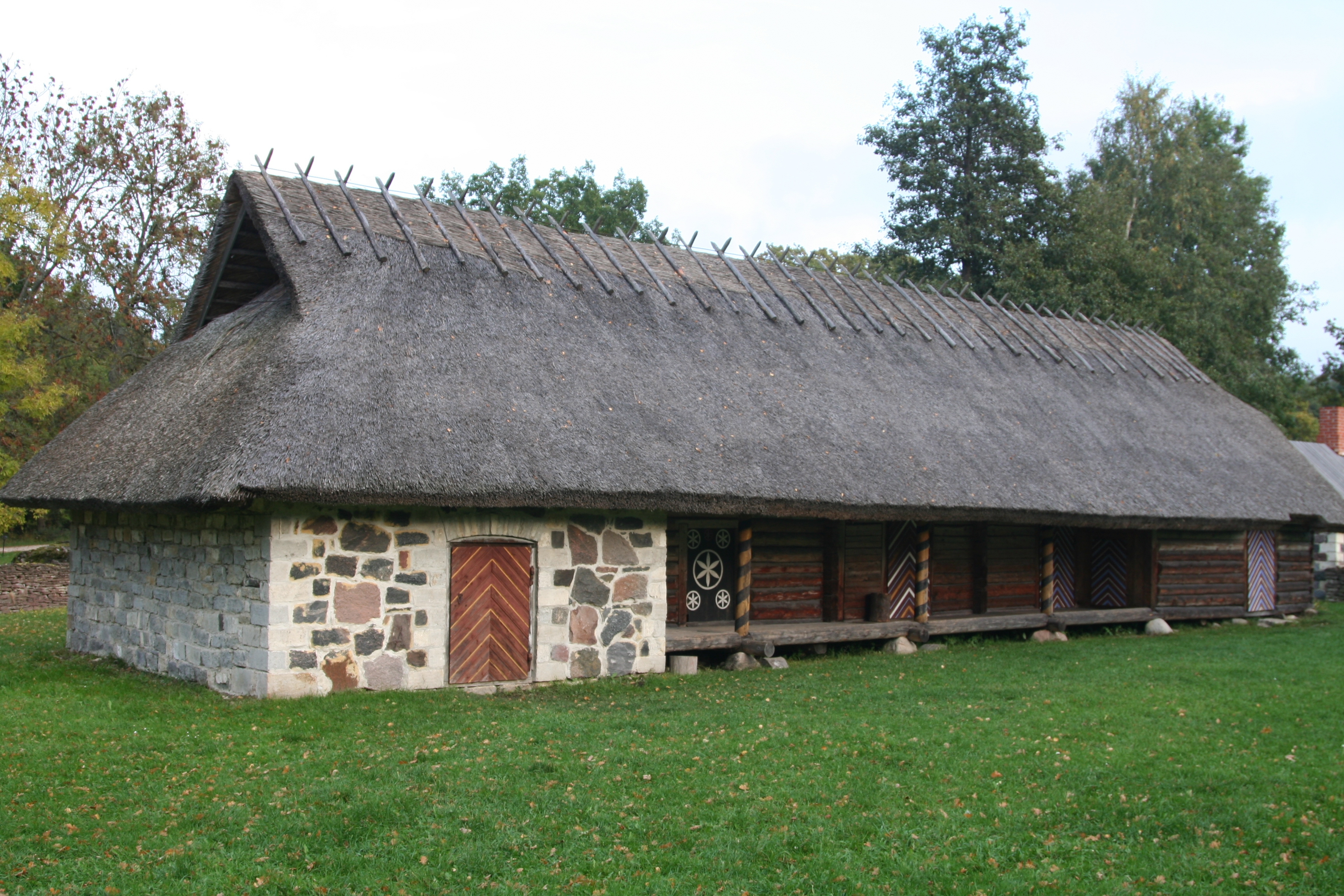
Ferme Jüri-Jaagu
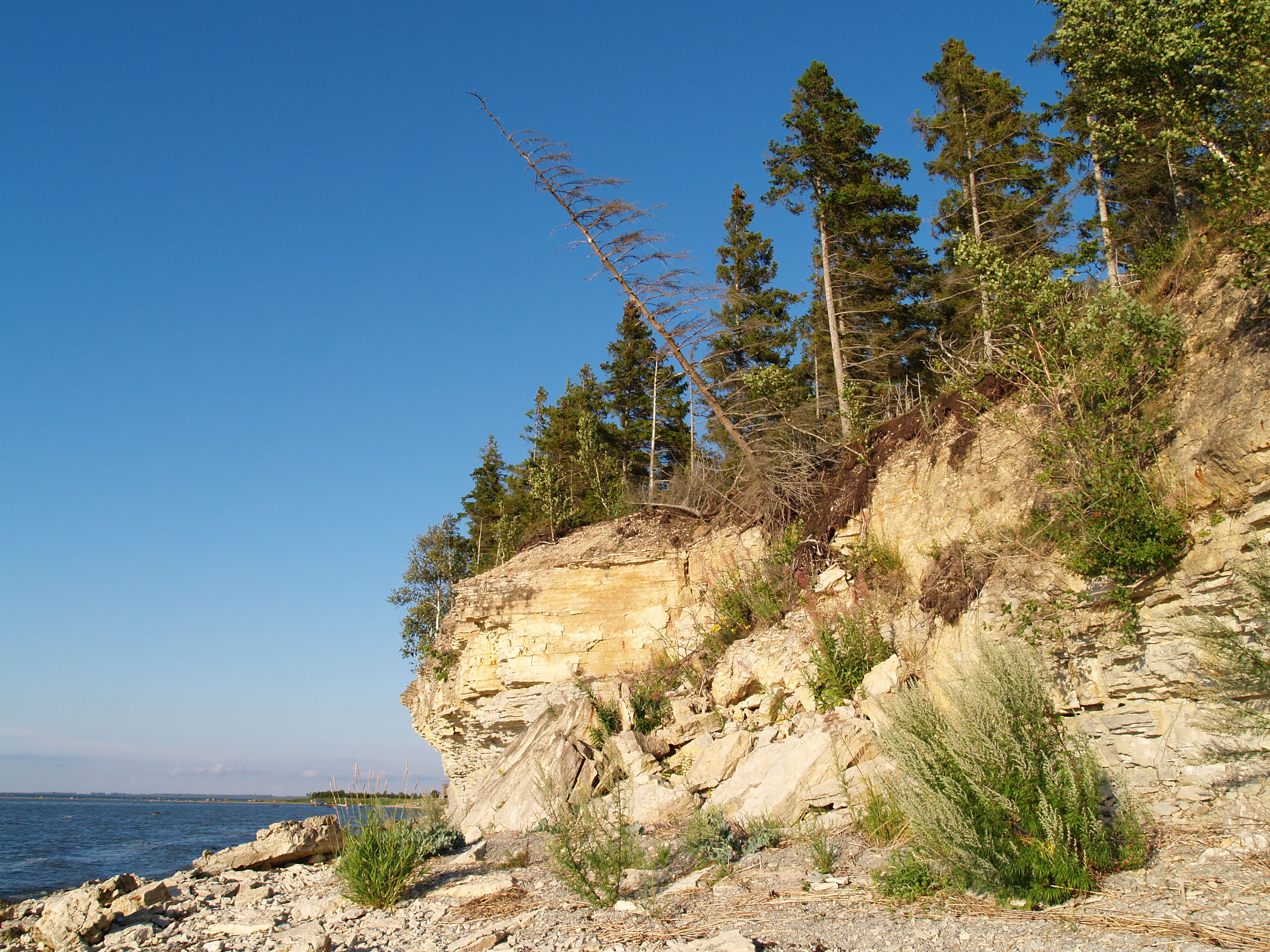
Cliff de  Кеssе
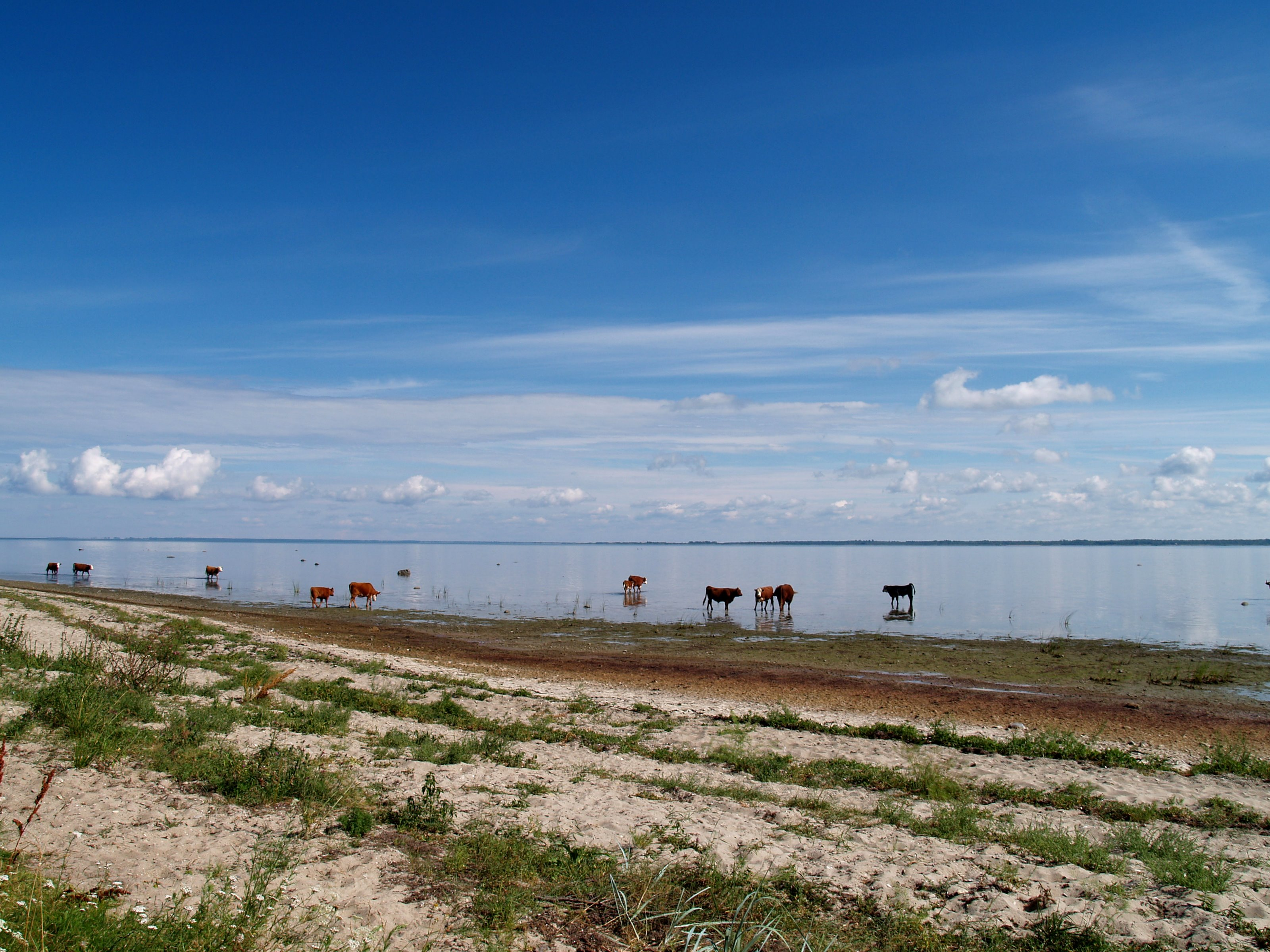
Île de Kesse